# 堯蘭金線魮
堯蘭金線魮，又稱堯蘭金線䰾（学名：Sinocyclocheilus yaolanensis）为輻鰭魚綱鯉形目鲤科金線魮屬的其中一種。分布於亞洲中國柳江地下河流域，背鰭軟條11枚、臀鰭軟條7-8枚，體長可達12.5公分，棲息在地下河底中層水域，生活習性不明。

## 扩展阅读
維基物種上的相關：堯蘭金線魮